# Bundesstraße 14n

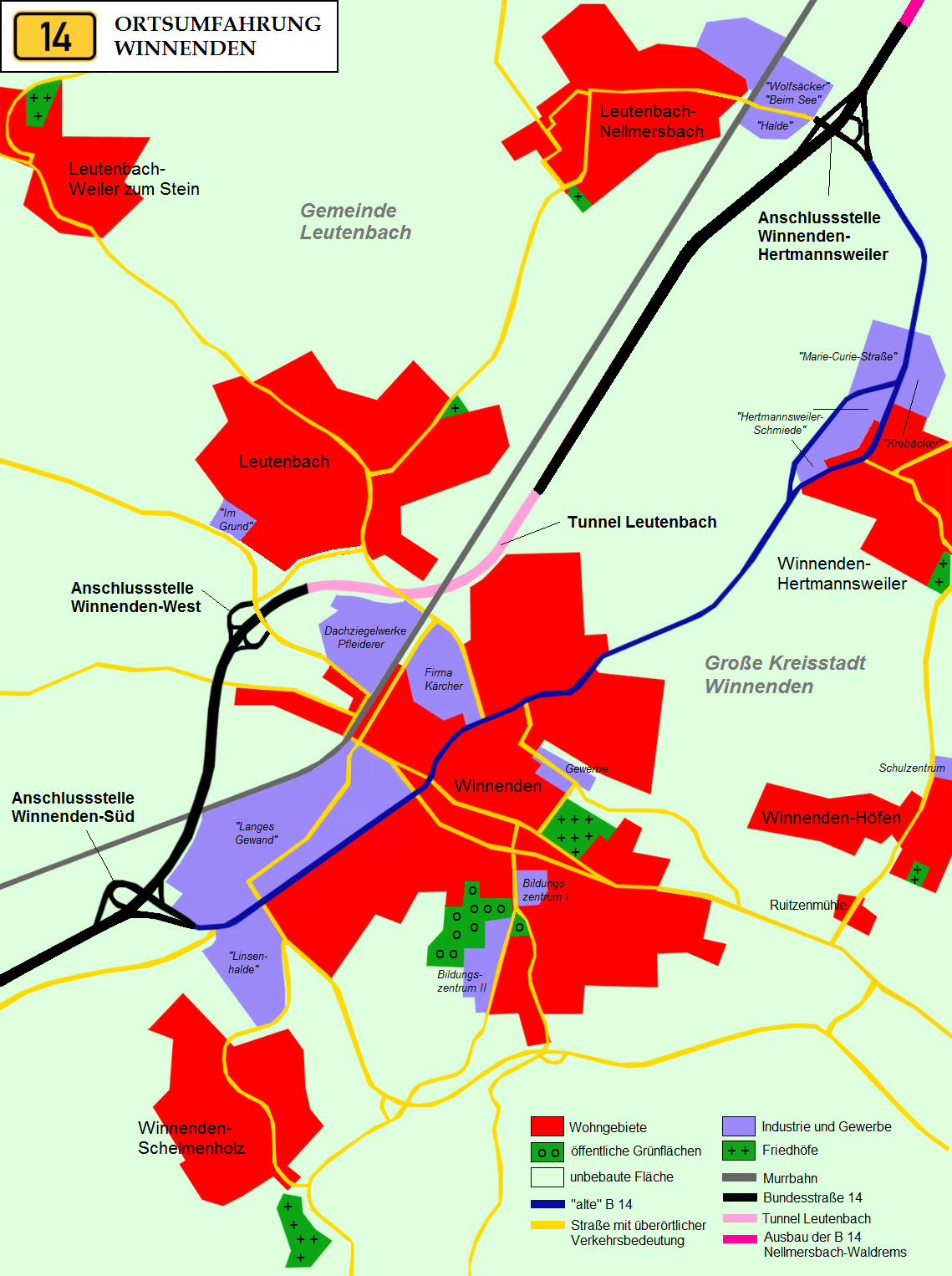
Verlauf der B 14 bei Winnenden

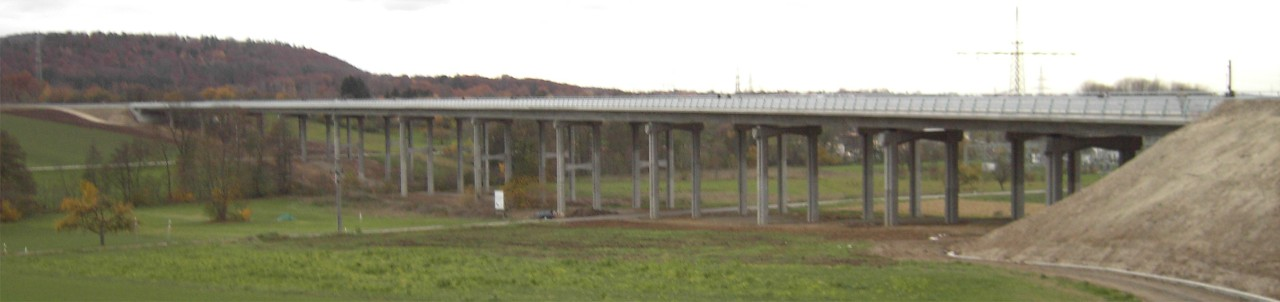
Zipfelbachtalbrücke

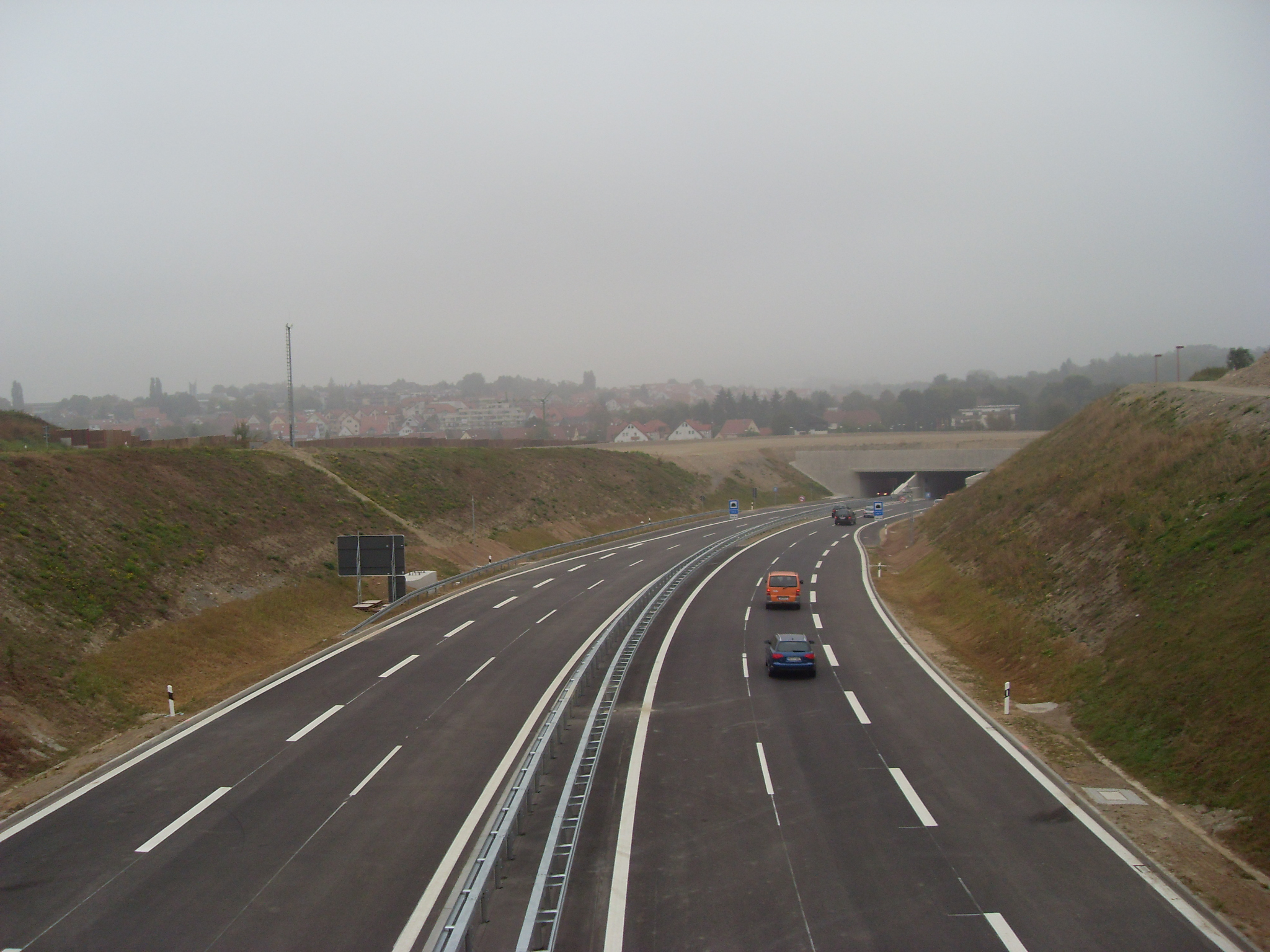
Der Tunnel Leutenbach ist das Kernstück der B 14 Ortsumfahrung Winnenden. Im Hintergrund ist Leutenbach zu erkennen.

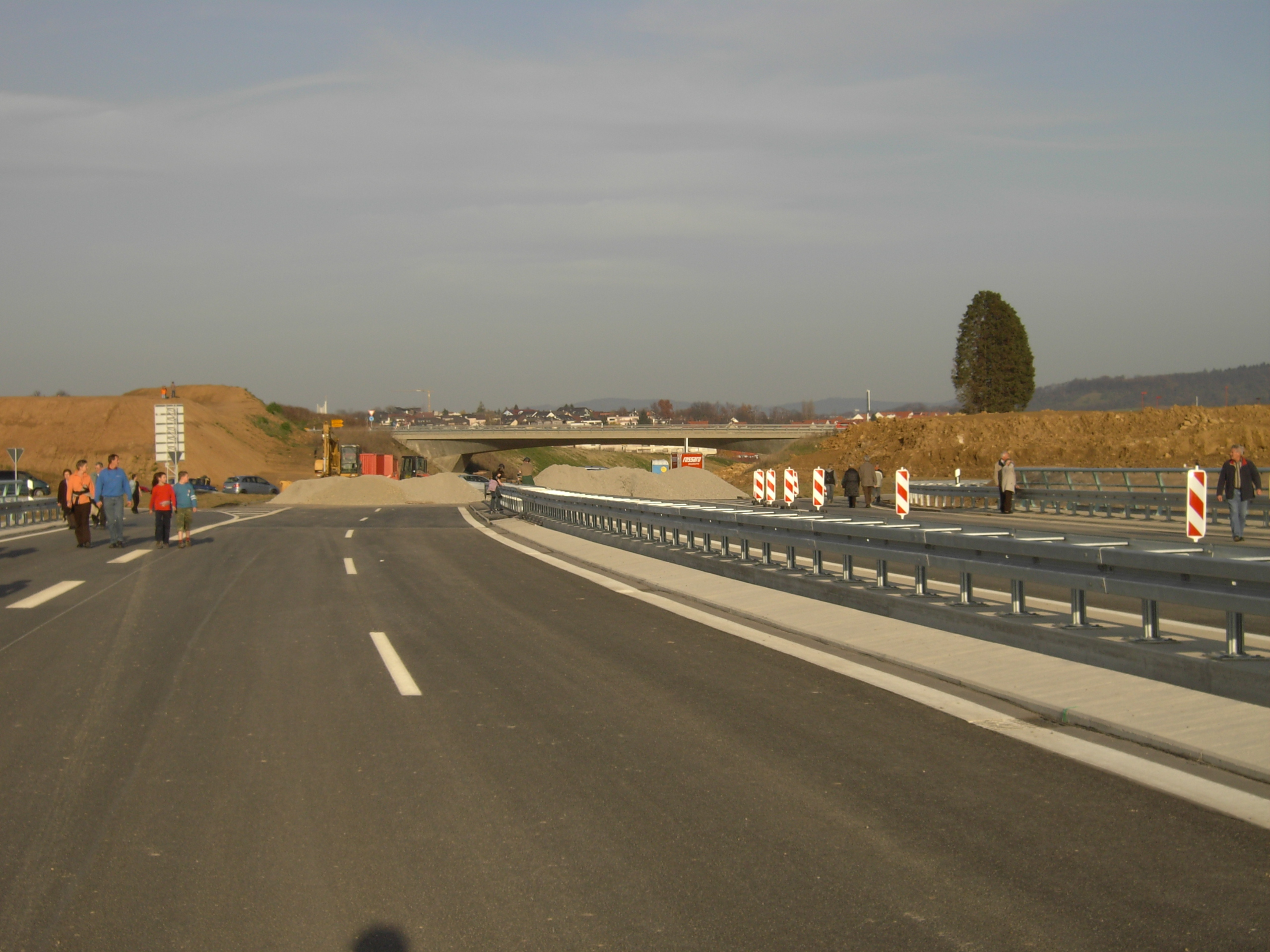
Blick auf die AS Winnenden-Mitte vor Verkehrsfreigabe 2006

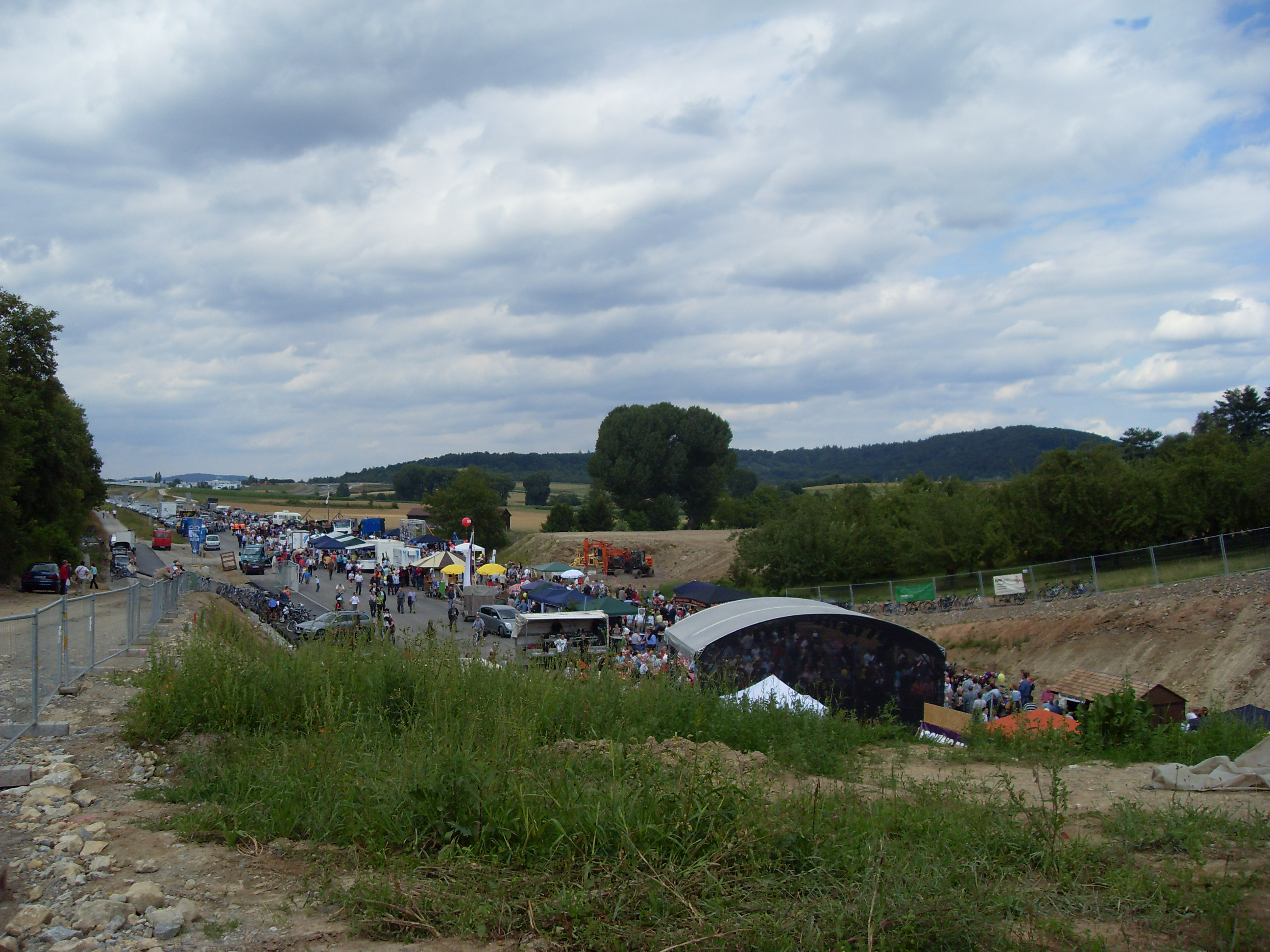
Tunnelfest am 11. Juli 2009. Blick vom Nordportal in Fahrtrichtung Backnang. Im Hintergrund die AS Nellmersbach

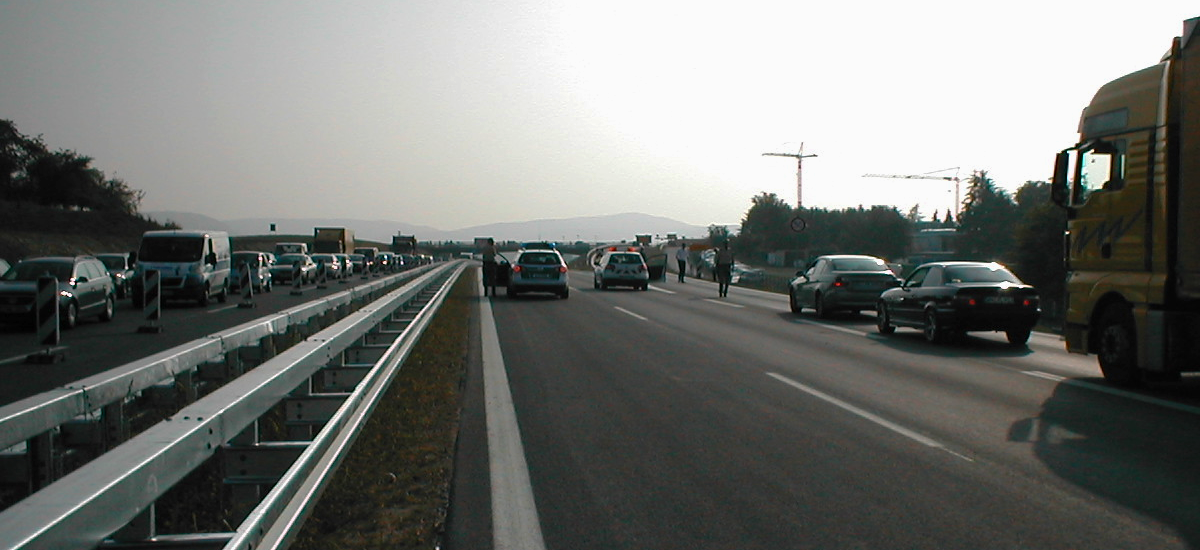
Unmittelbar bevorstehende Freigabe der Fahrtrichtung Stuttgart am 21. September 2009 16:35 Uhr an der AS Nellmersbach. Die Gegenrichtung ist eine halbe Stunde zuvor freigegeben worden, es hat sich am Ende der Ausbaustrecke schon ein Rückstau gebildet.

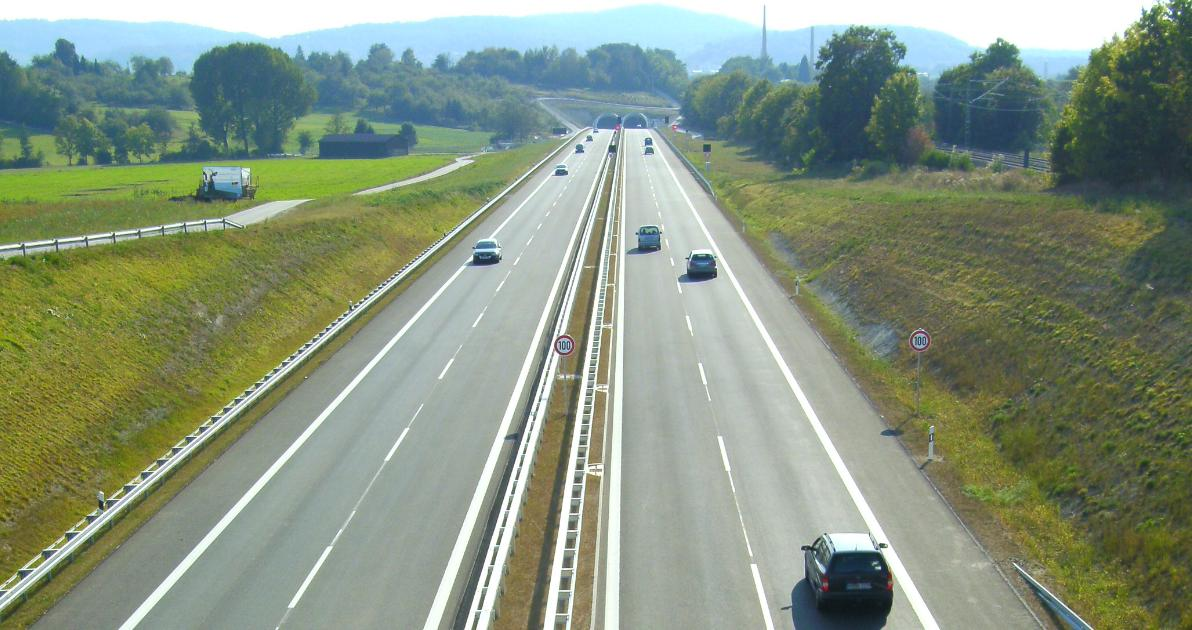
Blick nach Süden auf den Tunnel unter dem Hungerberg. Rechts die Schornsteine der Ziegelei (mittlerweile teilweise abgerissen) sowie die Bahnstrecke Waiblingen–Schwäbisch Hall-Hessental.

Bundesstraße 14n war die vorübergehende Bezeichnung der Neubaustrecke der Bundesstraße 14 von der Anschlussstelle Winnenden bis Winnenden-West/Leutenbach, die nach mehrjähriger Bauzeit am 27. November 2006 teilweise freigegeben wurde. Die eigentliche B 14 verlief weiterhin durch Winnenden hindurch. Der weiterführende Abschnitt durch den Leutenbacher Tunnel bis Nellmersbach wurde am 21. September 2009 freigegeben, worauf die nun vollendete Umgehungsstraße zur B 14 umgewidmet wurde. Die bisherige B 14 durch Winnenden und Hertmannsweiler wurde entsprechend zurückgestuft.
Der weitere Ausbau der B 14 bis vor Waldrems ist bereits erfolgt. Für den restlichen Ausbau des planfestgestellten Abschnitts zwischen Waldrems und Backnang, u. a. mit neuer Trassierung zwischen Maubach und Heiningen hindurch, fehlen derzeit noch die Mittel. Zudem wird zwischen Stadt, Interessengruppen und Regierungspräsidium diskutiert über die Art des Anschlusses in Waldrems sowie an der „Spritnase“, wo gleich zwei Einmündungen auf kurzer Strecke unterzubringen sind. Das Murrtalviadukt wurde bereits 2011 durch einen Parallelbau auf der Westseite ersetzt. Seit 2023 ist eine zweite Brücke im Bau, zudem wird an der AS Backnang-West ("Krähenbachkreuzung") der Anschluss zum Autobahnzubringer B 328 (Ex-L1115) bis zum Gewerbegebiet Lerchenäcker erweitert. 
Eine Verlegung der B14 innerhalb von Oppenweiler, Ortsumgehung genannt, ist noch in weiter Ferne. Das Hochwasserrückhaltebecken für die Murr im Norden des Ortes ist jedoch im Bau seitens des Wasserverband Murrtal. Der Damm soll eine neue B14 aufnehmen.

## Beginn der Planungen
Erste Pläne der Ortsumfahrung um Winnenden gab es bereits seit dem Jahre 1957, immer wieder wurde seitdem der Verlauf der Strecke geändert. Anfänglich waren die Planungen eng mit der Neckar-Alb-Autobahn verknüpft. Diese wurden jedoch 1979 aufgegeben. Seit 1979 bezeichnet man die Planungen für die Kraftfahrstraße als Neubaustrecke der Bundesstraße 14. 1986 erfolgte die Unterteilung in einen nördlichen und in einen südlichen Bauabschnitt. Die Verkehrsbelastung in der Ortsdurchfahrt betrug 1995 rd. 30.000 Kfz/Tag, die Verkehrsbelastung der neuen B 14 wird 2010/12 zu rd. 35.000 Kfz/Tag vorhergesagt, 2015 rd. 40.000 Kfz/Tag. Der jetzige Streckenverlauf steht seit dem 5. Juni 1999 endgültig fest, die Länge der Baustrecke beträgt rd. 5,3 km, dazu Nebenstrecken von rd. 2,8 km Länge. Am 27. Dezember 1996 erfolgte die Genehmigung durch das Bundesverkehrsministerium. In erster Linie dient die Neubaustrecke der Verkehrsentlastung der Großen Kreisstadt Winnenden, die sich durch die Umgehungsstraße eine Reduzierung des bisherigen Durchgangsverkehrs auf ein Viertel erhofft. Ein Großteil des Winnender Verkehrsaufkommens betraf auch Hertmannsweiler.

## Verlauf der Bauarbeiten

### Erstes Teilstück 2006
Baubeginn des ersten ca. 1,5 km langen Teilstücks des südlichen Bauabschnittes war am 23. Juli 2001, die Freigabe erfolgte am 27. November 2006. Als Zubringer- und Abfahrtsstraßen wurden hierbei rund 2,0 km Nebenstrecke errichtet, darunter die K 1898,
Im Zuge des ersten Teils war die Errichtung von fünf Bauwerken notwendig:
- Überführung der B 14n über die Rampe Nordwest der B 14 (Anschlussstelle Winnenden-Süd)
(August 2003 bis November 2005)
- Brücke über einen Wirtschaftsweg
(Dezember 2001 bis März 2003)
- Brücke über die Bahnstrecke Waiblingen–Schwäbisch Hall-Hessental
(Oktober 2003 bis Oktober 2005)
- Brücke über das Zipfelbachtal (465 m)
(August 2002 bis März 2006)
- Brücke der L 1127 über die B 14n
(Juli 2001 bis Juli 2003)

### Zweites Teilstück 2009
Der Baubeginn des zweiten ca. 3,8 km langen Teilstücks erfolgte mit den Vorarbeiten zum insgesamt 1080 m langen Tunnel Leutenbach, der den Hungerberg unterquert. Um die Lehmgrube der angrenzenden Ziegelei Pfleiderer nicht zu zerschneiden, wurde der Tunnel länger gebaut, als ursprünglich geplant.
Es war geplant, dass sich die Firma Pfleiderer mit rund 15 Millionen Mark (Stand 2001) an den Baukosten für die Tunnelverlängerung beteiligt. Diese Kostenübernahme wurde nach Übernahme der Ziegelei durch die Etex AG von dieser rückgängig gemacht.
Die Ziegelei wurde 2009 stillgelegt, da die Lehmgrube erschöpft ist bzw. die Anlieferung von Lehm nicht mehr rentabel ist.
Die Erdarbeiten an der Trasse begannen im November 2005, der Baubeginn für den Tunnel erfolgte im Frühjahr 2006. Der erste Tunneldurchschlag wurde am 4. September 2007 gefeiert, am 26. Februar 2008 erfolgte nach acht Monaten Bauzeit der feierliche Durchstich der zweiten Röhre. Die beiden Rampen im Tunnel weisen bei der Ausfahrt jeweils eine Steigung von ca. 4 % auf.
Nördlich des Hungerbergs führt die Trasse parallel zur Murrbahnlinie durch das Rotbachtal. Eine neue Brücke führt dort einen Feldweg über die B 14 und die Bahnlinie. Der weitere Verlauf der Trasse schwenkt weg von der Bahnlinie zur Anschlussstelle Nellmersbach östlich des Gewerbegebietes der Ortschaft. Nördlich der Anschlussstelle mündet die Neubaustrecke in die bestehende, zweispurige B 14, deren weiterer vierspuriger Ausbau zunächst bis Waldrems vorgesehen ist. Die Gesamtlänge der errichteten Nebenstrecken beläuft sich hier auf rund 0,8 km. Baubeginn der Anschlussstelle Nellmersbach war im Herbst 2007, seit Februar 2008 war die Trasse selbst im Bau.
Seit Anfang Mai 2009 wurde im Bereich Nellmersbach der Verkehr über die neu gebaute Westtrasse, über die Rampen der Anschlussstelle und die Brücke geleitet. Das alte Teilstück der B14 nördlich der ehemaligen Kreuzung wurde abgegraben und ca. zwei Meter tiefer durch das letzte Teilstück der Osttrasse ersetzt. Dieser zuletzt asphaltierte Abschnitt wurde Anfang August als erstes Teilstück der Neubaustrecke in Betrieb genommen, jedoch nur einspurig.
Am 11. Juli 2009 fand ein „Tunnelfest“ statt, wobei die Trassen als Zufahrten bzw. Parkplätze für Besucher dienten. Am Vormittag des 21. September 2009 wurde der Tunnel mit Festreden, Musik und Oldtimerkorso eingeweiht. Sechs Tage vor der Bundestagswahl zerschnitten dabei nicht weniger als 13 Politiker das schwarzrotgoldene Absperrband medienwirksam in 14 Teile. Landrat Fuchs postulierte für Pendler eine Zeiteinsparung von jeweils 15 Minuten pro Durchfahrt, oder 110 Stunden im Jahr, sowie eine Einsparung von 15 bis 20 % CO2, mehrere 10.000 Tonnen pro Jahr. Landwirte demonstrierten neben der Neubautrasse mit brennenden Strohballen gegen zu niedrige Milchpreise und vergossen dabei 40.000 Liter Milch. Radfahrer konnten Tunnel und Trasse erkunden, während die letzten Arbeiten an den Absperrungen verrichtet wurden. Dazu wurde auch der Südabschnitt (B14n), auf dem die Überholspuren seit 2006 gesperrt waren, komplett gesperrt. Die eigentliche Verkehrsfreigabe erfolgte erst am Nachmittag, wobei nach 16 Uhr zunächst den im Rückstau vor Winnenden-Süd wartenden Fahrzeugen die nun zweispurige Fahrt nordwärts hinter Polizeiwagen ermöglicht wurde. Eine halbe Stunde später waren die Absperrungen bei Nellmersbach entfernt, und der Verkehr wurde auch hier zweispurig südwärts geführt und freigegeben.
Die vorübergehende Bezeichnung B 14n wurde durch B 14 ersetzt, wobei die Schilder zunächst noch provisorisch aufgestellt waren. Die AS Winnenden wurde zwei Tage für Markierungsarbeiten gesperrt. Die bisher Winnenden und Hertmannsweiler durchquerende ehemalige B 14 wurde zur Kreisstraße 1847 oder zu den Landesstraßen 1120 bzw. 1140 herabgestuft.

## Querschnitt, Entwässerung und Lärmschutz
Die autobahnähnlich ausgebaute Trasse verfügt über einen zweibahnigen Querschnitt mit einem Standstreifen je Richtungsfahrbahn. Die Fahrbahnbreite einer Richtungsfahrbahn beträgt 7,5 Meter, die Breite der Standstreifen beläuft sich auf 2,0 Meter. Zur Entwässerung der Fahrbahnen wurden entlang der Strecke drei Regenklärbecken, sowie drei Regenrückhaltebecken, kombiniert mit Regenklärbecken errichtet. Nach bisherigen Gutachten ist zur Abschirmung der Trasse gegen die nahe gelegenen Wohngebiete der Stadt Winnenden und der Gemeinde Leutenbach kein Lärmschutz erforderlich, zumal sich die Bahnlinie dazwischen befindet. Das Geländer der Zipfelbachtalbrücke wurde jedoch in Richtung Winnenden mit einem Spezialglas verkleidet. Ebenso wurde im Bereich der Ortslage Nellmersbach ein vier Meter hoher und 400 Meter langer Erdwall errichtet bzw. die Fahrbahn entsprechend tief gelegt.

## Ausgleichs- und Ersatzmaßnahmen
Nach der geringfügigen Verlegung der L 1127 und der Anlegung zweier Kreisverkehre wurde der bisherige Straßenverlauf renaturiert. Des Weiteren wurden Gehölzpflanzungen an Böschungen und im näheren Umfeld der Trasse vorgenommen. Auch die Renaturierung von Fließgewässern ist Bestandteil der Ausgleichsmaßnahmen. Nach der Freigabe der B 14 bis Nellmersbach wurde die Ortsdurchfahrt Winnenden für den Durchgangsverkehr unattraktiv gemacht. Dies wurde durch Rückbaumaßnahmen und geänderte Ampelsteuerungen erreicht.

## Kosten
Die Gesamtkosten für das Projekt werden auf zirka 101 Millionen Euro geschätzt, wovon allein 74 Millionen Euro auf die errichteten acht Bauwerke entfallen. Die Zipfelbachtalbrücke (Bauwerk 4) wurde mit zirka 12 Millionen Euro beziffert. Der 1.080 m lange Leutenbacher Tunnel (Bauwerk 6) wird voraussichtlich 56 Millionen Euro kosten. Hiervon entfallen auf den Rohbau rund 50 Millionen Euro, und auf die technische Einrichtung 6 Millionen Euro.

## Verkehrsregelungen
Da zunächst nur das erste Teilstück des südlichen Bauabschnitts fertiggestellt und freigegeben wurde und die B 14 somit vorübergehend genau vor den Toren der Gemeinde Leutenbach endete, wurden umfangreiche Verkehrslenkungsmaßnahmen ergriffen, damit die Verkehrsbelastung in den Gemeinden Leutenbach und Nellmersbach nicht um ein Vielfaches ansteigt. Dazu gehörte die Einengung auf nur eine Spur, ein Tempolimit von 30 km/h in Leutenbach sowie an der Anschlussstelle Winnenden-Süd die Vollsperrung der Ausfahrt in Südrichtung sowie die Leitung des Hauptverkehrs in Nordrichtung auf zwei Spuren in die Stadt Winnenden. Mit der Eröffnung des restlichen Abschnitts bis Nellmersbach sind diese Maßnahmen obsolet geworden.

## Weitere Ausbauvorhaben

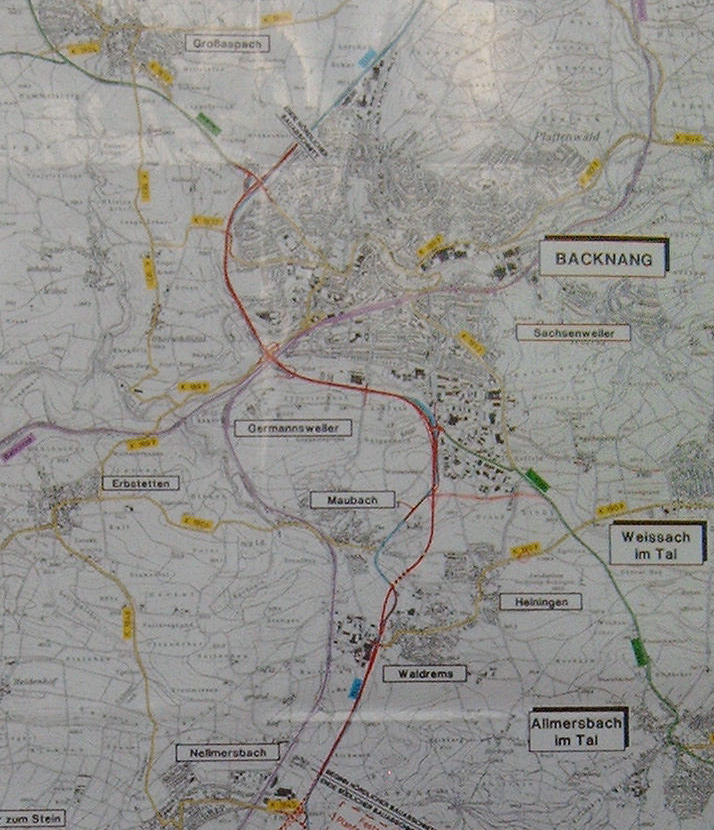
Weiterer geplanter Ausbau der B 14 bis zum A 81-Zubringer nordwestlich von Backnang. Die Trasse (rot) ist größtenteils identisch mit der bestehenden (blau-grau) und weicht nur bei Maubach deutlich von dieser ab

Für den vierspurigen Ausbau der B14 von Nellmersbach bis zum Autobahnzubringer (L1115) ist 2005 der Planfeststellungsbeschluss erlassen worden.
Das Teilstück bis Waldrems wird derzeit auf der bestehenden Trasse vierspurig ausgebaut und Ende Oktober 2018 freigegeben werden. Durch zusätzliche Bundesmittel für den Straßenbau, resultierend aus der höheren Lkw-Maut 2009, konnte der Baubeginn vorverlegt werden. Eigentlich sollte der Abschnitt bis Backnang zur Fußball-WM 2006 fertiggestellt sein. Am 23. November 2009 begannen die Rodungsarbeiten zwischen Nellmersbach und Waldrems, die europaweite Ausschreibung stand bevor. Frühestens im Sommer 2010 konnte mit dem Straßenbau des 1000 m langen Streckenabschnitts bis Waldrems begonnen werden, der Zeitbedarf wurde auf ein Jahr veranschlagt. Zudem soll in Waldrems die Ortsdurchfahrt mit Ampelkreuzung schnellstmöglich kreuzungsfrei ausgebaut werden. Dazu soll eine Halbanschlussstelle mit einer Überführung und einem Kreisverkehr erstellt werden. Dieser 900 m lange Ausbau mit 135 m langem Tunnel in Waldrems soll weitere drei Jahre dauern. Es ist mit Gesamtkosten von 17 Millionen Euro zu rechnen. Ende Mai 2010 wurde bekanntgegeben, dass der Ausbau aufgrund der verringerten Mittelzuweisungen des Bundes für den Fernstraßenbau bis auf Weiteres zurückgestellt wurde.
Von Waldrems bis Backnang ist eine neue Trasse geplant, die weiter entfernt von Maubach verläuft, jedoch auch näher an Heiningen. Um Backnang herum über das im Umbau befindliche Murrtalviadukt bis zum Anschluss an den Autobahnzubringer L 1115 wird auf gleicher Trasse ausgebaut. Laut dem Backnanger Oberbürgermeister Nopper sei „diese Landesstraße zwar die meistbefahrene Strecke in ganz Baden-Württemberg“, doch die Kosten seien von den einst geplanten 8 Millionen Euro auf mittlerweile 48 Millionen Euro gestiegen, so dass weniger Chancen zur schnellen Realisierung bestünden.
Im weiteren Verlauf wurde die B 14 entlang des Industriegebiets Lerchenäcker auf kurzer Strecke mit getrennten Fahrbahnen ausgebaut. Eine Verlängerung dieser Ausbauweise ist bis zur Einmündung der Sulzbacher Straße bzw. bis Strümpfelbach möglich.
Für die Verlegung der Ortsdurchfahrt von Oppenweiler vom Ortskern in das Gewerbegebiet parallel zur Trasse der Bahnstrecke Waiblingen–Schwäbisch Hall-Hessental war schon 1986 eine Trasse festgelegt worden, das Vorhaben ist infolge der deutschen Einheit mehrfach zurückgestellt worden, steht jedoch als „vordringlicher Bedarf“ mit 23 Millionen Euro für 2,6 km Neubaustrecke im aktuellen Bundesverkehrswegeplan 2003. Im Rahmen der Amtseinsetzung des neuen Bürgermeisters Steffen Jäger hatte Landrat Fuchs Anfang März 2010 den Fortgang des Planfeststellungsverfahrens für September 2010 angekündigt, und zudem erste Gespräche im Frühjahr. Anlässlich der ersten 100 Tage im Amt hat Bürgermeister Jäger mitgeteilt, dass für „das Jahrhundertprojekt“ bei einem Gespräch im Regierungspräsidium versichert wurde, dass die Planfeststellung der neuen B14-Trasse 2011 angestoßen wird. Der Nordteil der Umgehung soll auf dem Damm eines Hochwasserrückhaltebeckens verlaufen, das zurzeit für den Wasserverband Murrtal geplant wird.
In Sulzbach an der Murr trifft die B 14 auf die Landesstraße 1066, die den Verkehr im Lautertal Richtung Löwenstein führt, sowie vorfahrtsberechtigt im weiteren Verlauf des Murrtals Richtung Gaildorf. Um der B 14 zu folgen, muss man in Sulzbach links abbiegen, denn diese verläuft bergauf („Sulzbacher Steige“) Richtung Schwäbisch Hall.
Eine Ortsumfahrung von Michelfeld ist als „weiterer Bedarf“ eingestuft. In den westlichen Vororten von Schwäbisch Hall trifft die Bundesstraße 19 aus dem Süden kommend auf die B 14. Auf gemeinsamer Trasse durch die Stadt und das Kochertal verlaufen diese nach Norden zu den A 6-Anschlussstellen Schwäbisch Hall und Kupferzell. Nordwestlich von Schwäbisch Hall wird die Kreisstraße 2576 in der Hohenloher Ebene parallel zur Bahnlinie bis zur Anschlussstelle Schwäbisch Hall zu einer Westumgehung ausgebaut, wodurch die Fahrt durch die Stadt und das Kochertal auch für LKW entfallen kann. Eine Umwidmung der zukünftig ausgebauten K 2576 zur B 14/B 19 wäre naheliegend, ist jedoch bisher nicht vorgesehen. Im Kochertal selber soll die gemeinsame Trasse der B14/B19 aus dem Ort Gelbingen heraus verlegt werden.